# Harmonia Mundi
Harmonia Mundi is een platenlabel dat door Bernard Coutaz in 1958 in Parijs werd opgericht. In 1986 verhuisde de platenmaatschappij naar Arles. Het platenlabel is gespecialiseerd in klassieke muziek, jazz en wereldmuziek.
Voorbeelden van artiesten en groepen waarvan Harmonia Mundi platen heeft uitgebracht:
- René Jacobs
- Andreas Scholl
- Isabelle Faust
- Alexander Melnikov
- Jean-Guihen Queyras
- Akademie für Alte Musik Berlin
- Collegium Vocale Gent
- Maya Youssef